# Азимов, Камил
Камил Азимов (23 февраля 1928, Катартал — не ранее 1989) — агроном колхоза им. Ленина Янги-Юльского района Ташкентской области. Герой Социалистического Труда (1957).

## Биография
Родился в 1928 году в кишлаке Катартал (ныне — Зангиатинского района Ташкентской области). Член КПСС с 1955 года.
С 1951 года — на хозяйственной, общественной и политической работе. В 1951—1988 годы — агроном 1-й МТС, агроном колхоза имени Ленина, председатель колхоза имени Петрова, начальник управления сельского хозяйства Янги-Юльского района, председатель колхоза имени Ахунбабаева Чиназского района Ташкентской области.

### Трудовой подвиг
За выдающиеся успехи, достигнутые в деле развития советского хлопководства, широкое применение достижений науки и передового опыта в возделывании хлопчатника и получение высоких и устойчивых урожаев хлопка-сырца присвоить звание Героя Социалистического Труда с вручением ордена Ленина и золотой медали «Серп и Молот» Азимову Камилу.